# هاشاني
هاشاني (بالصربية السيريلية Хашани) هي قرية في البوسنة والهرسك. وهي تقع في بلدية بوزانسكا كروبا التابعة لكانتون يونا-سانا في اتحاد البوسنة والهرسك. طبقا لنتائج تعداد البوسنة عام 2013 فقد كان عدد سكانها أقل من أو يساوي 10 أشخاص.
قبل حرب البوسنة والهرسك كانت القرية جزءا من بلدية بوزانسكا كروبا; وفي أعقاب اتفاقية دايتون (1995)، تم نقلها إلى البلدية التي تم إنشاؤها حديثا كروبا نا يوني والتي هي جزء من جمهورية صرب البوسنة.

## التركيبة السكانية

### التطور التاريخي للسكان
| 1948 | 1953 | 1961 | 1971 | 1981 | 1991 | 2013 |
| ---- | ---- | ---- | ---- | ---- | ---- | ---- |
| 859  | 890  | 842  | 780  | 618  | 414  | ≤ 10 |

### توزيع السكان حسب الجنسية (1991)
في عام 1991 كان عدد سكان القرية 414 نسمة وكانوا جميعا من الصرب.

## وصلات خارجية
- (بالإنجليزية) Maplandia